# Liste der Bodendenkmale in Herzberg am Harz
In der Liste der Bodendenkmale in Herzberg sind die Bodendenkmale der niedersächsischen Gemeinde Herzberg am Harz aufgeführt. Die Quelle ist der Denkmalatlas Niedersachsen.
- Bitte beachten Sie, dass diese Liste keinen Anspruch auf Vollständigkeit erhebt.
- Die Angaben ersetzen nicht die rechtsverbindliche Auskunft der zuständigen Denkmalschutzbehörde.
- Es sind nur Daten aus dem Denkmalatlas verarbeitet.
- Der Stand der Liste ist der 13. März 2025.

Herzberg am Harz im Landkreis Göttingen

## Allgemein
In den Spalten finden sich folgende Informationen des Bodendenkmales:
| Lage         | geographische Koordinaten                                                           |
| Bezeichnung  | Bezeichnung lt. Denkmalatlas                                                        |
| Beschreibung | Beschreibung lt. Denkmalatlas                                                       |
| ID           | Objekt-ID                                                                           |
| Bild         | Bild, ggf. zusätzlich mit Link zu weiteren Fotos im Medienarchiv Wikimedia Commons. |

## Herzberg am Harz
| Lage                         | Bezeichnung                           | Beschreibung | ID       | Bild           |
| ---------------------------- | ------------------------------------- | --- | -------- | -------------- |
| 51° 39′ 20″ N, 10° 19′ 50″ O | Herzberg am Harz 11, Schloss Herzberg | Burgplatz nach NO und NW steil abfallend, im SO und SW durch umlaufenden Graben („Hirschgraben“) und im SO mit zusätzlichem Vorwall gegen den Bergrücken abgeriegelt. Graben im S zugeschoben (Löschwasserbehälter), sonst intakt und bis zu 5 m tief. Der Vorwall verläuft von der O-Ecke des Schloßgebäudes in leichtem Bogen zu Punkt F. Vorwall ca. 80 m lang, bis zu 2,5 m hoch und an der Sohle bis zu 5 m breit. Vierflügelbau um Rechteckbau (Neubau als Renaissance/Barock Schloss). Zufahrt aus dem 16. Jh. 1029 wurde hier ein Jagdhaus errichtet; 1157 erwirbt Heinrich der Löwe die reichseigene Burg durch Tausch. 1510 abgebrannt und Neubau als Renaissance/Barock Schloss. | 28945333 | Weitere Bilder |

## Pöhlde
| Lage                         | Bezeichnung                         | Beschreibung | ID       | Bild           |
| ---------------------------- | ----------------------------------- | --- | -------- | -------------- |
| 51° 36′ 30″ N, 10° 18′ 54″ O | Pöhlde 1, Ringwall                  | Ovale, O-W orientierte Anlage von 220 m L. und 122 m Br. Nach Ausweis der Grabungen bestand die Befestigung aus einem Holz-Erde-Wall mit vorgesetzter ungemörtelter Mauer sowie einem außen umlaufenden Graben. Im W und O, wo der Fastweg den Wall quert, Tore. Nördl. des ehem. W-Tores, im Innenraum, der die ältere Befestigung überlagernden jüngeren Oberburg, sind Wall und Graben eingeebnet; nach S Wall bis 2 m hoch, Graben bis 4 m tief, nördl. Bereich auf Kamm, südl. Bereich auf S-Hang (deshalb größere Höhe!), nördl. Wall bis 1 m, Graben bis 4 m. Aus dem Innenraum bisher keine Spuren festerer Bebauung. Wohl keine dauerhafte Besiedlung. Wall und Graben ringsherum gut erhalten, lediglich im NW-Bereich (Oberburg) gestört. Vermutlich Fluchtburg und/oder Wegesperre. | 28945343 |                |
| 51° 36′ 29″ N, 10° 18′ 48″ O | Pöhlde 1, König Heinrichs Vogelherd | Wallburg Pöhlde. Ovale „Unterburg“ oder „Vorburg“, im W-Teil von runder „Oberburg“ überlagert. Wall- und Grabensystem ist gut erhalten, die ergrabenen Zangentore sind konserviert und sichtbar. Datierung der gefundenen Keramik ins 9. – 10. Jh.; Altersunterschied zwischen den Funden von Unterburg und Oberburg bisher nicht feststellbar. Holzproben aus dem Wall der Unterburg wurden mit Hilfe der 14C-Methode in die Zeit von 750 – 1100 n. Chr. (±100) datiert. Es sind keine historischen Nachrichten bekannt, die auf diese Burganlage bezogen werden könnten. Der volkstümlichen Überlieferung nach ist dies die Burgstelle, an der der Sachsenherzog Heinrich 919 während der Vogeljagd die Nachricht von seiner Wahl zum deutschen König in Fritzlar erhielt. Die Funktion wallähnlicher Erhebungen im östl., nördl. und westl. Vorgelände der Anlagen ist noch unbekannt. Während der Untersuchungen durch M. Claus 1958/59 und 1961 wurden auch jungpaläolithische Steinartefakte entdeckt. | 28945342 | Weitere Bilder |
| 51° 36′ 51″ N, 10° 18′ 32″ O | Pöhlde 14, Siedlung                 | | 28945459 | BW             |
| 51° 36′ 25″ N, 10° 19′ 11″ O | Pöhlde 17, Altstraße                | Teilstück ID: 37875122 | 28991062 | BW             |
| 51° 34′ 16″ N, 10° 21′ 0″ O  | Pöhlde 35, Glashütte                | | 28944814 | BW             |
| 51° 34′ 54″ N, 10° 21′ 44″ O | Pöhlde 36, Glashütte                | | 28944815 | BW             |

### Pöhlde 2
- ID:28945345
- Grabhügelfeld.

| Lage                         | Bezeichnung | Beschreibung | ID       | Bild |
| ---------------------------- | ----------- | --- | -------- | ---- |
| 51° 36′ 30″ N, 10° 18′ 34″ O | Pöhlde 2    | Durchmesser ca. 7 m und Höhe ca. 0,5 m. Flach gewölbt, am Westrand von altem Weg angeschnitten, sonst ohne erkennbare Störungen.                     | 28945346 | BW   |
| 51° 36′ 29″ N, 10° 18′ 34″ O | Pöhlde 3    | Durchmesser ca. 7 m und Höhe ca. 0,6 m. Flach gewölbt, sehr unruhige Oberfläche.                                                                     | 28945347 | BW   |
| 51° 36′ 30″ N, 10° 18′ 33″ O | Pöhlde 4    | Größe ca. 8 × 6 m und Höhe ca. 0,2 m. Flach gewölbt, ohne erkennbare Störungen.                                                                      | 28945348 | BW   |
| 51° 36′ 29″ N, 10° 18′ 35″ O | Pöhlde 6    | Durchmesser ca. 10 m und Höhe ca. 1 m. Flach gewölbt, Rand allmählich auslaufend.                                                                    | 28945447 | BW   |
| 51° 36′ 30″ N, 10° 18′ 33″ O | Pöhlde 7    | Durchmesser ca. 11 m und Höhe ca. 1 m. Hoch gewölbt, Rand abgesetzt. Quer über den Hügel ein flacher Nordnordwest-Südsüdost orientierter Suchgraben. | 28945448 | BW   |
| 51° 36′ 30″ N, 10° 18′ 32″ O | Pöhlde 9    | | 28945450 | BW   |

## Scharzfeld
| Lage                         | Bezeichnung                   | Beschreibung | ID       | Bild           |
| ---------------------------- | ----------------------------- | --- | -------- | -------------- |
| 51° 38′ 1″ N, 10° 22′ 39″ O  | Scharzfeld 1, Steinkirche     | Klufthöhle mit annähernd dreieckigem Vorplatz. Der Höhleneingang wurde im MA zu einem rundbogigen Portal ausgehauen und ist heute 6 m breit und 6 m hoch. Die Höhle hat eine L. von ca. 30 m; ihre Wände wurden im Rahmen der Nutzung als Kirche stellenweise bearbeitet und verändert. Der Vorplatz wird im W und SW von einem Steilhang, im SO und N von senkrechten Felswänden begrenzt. In der nördl. Felswand befinden sich eine Nische und ein Durchgang, die beide künstlich angelegt bzw. erweitert worden sind. Im Vorplatz mittelalterlicher Friedhof mit Körperbestattungen. Grabung K.H. Jacob-Friesen 1925, 1926 und 1928 auf dem Vorplatz und im Innenraum der Höhle. Begehung K. Grote in den 70er Jahren ergab beidseitig gearbeitetes Kieselschiefergerät am Berghang neben der Steinkirche. | 28943609 | Weitere Bilder |
| 51° 38′ 0″ N, 10° 24′ 7″ O   | Scharzfeld 2, Einhornhöhle    | Horizontale Gesamt-L. 250 m bei 24 m Höhenunterschied zwischen dem heutigen Eingang und dem heutigen Ausgang. Länge des Weges der für Besucher freigegeben ist: 365 m, Länge der Nebengänge nochmals insgesamt 192 m. Der heutige Eingang ist ein Stollen, der 1889/93 im Zuge der Grabungen v. Altens durch den Dolomitfelsen gebrochen worden ist. Von diesem gelangt man heute in den „Weißen Saal“, von dort über den „Virchow-Gang“, „Schiller-Saal“, „Bären-Gang“, „Leibnitzhalle“ und „Blaue Grotte“ zum Ausgang. Ausgrabungen bereits in den 1870er Jahren. In den 1880er Jahren erstmals Hinweise auf Anwesenheit urgeschichtlicher Menschen. | 28943610 | Weitere Bilder |
| 51° 37′ 55″ N, 10° 22′ 41″ O | Scharzfeld 3, Ritterstein     | Burgplatz von 30 × 30 m, natürlich geschützt durch Steilhänge, besonders nach S zum Odertal hin. Von der nördl. angrenzenden Hochfläche des Steinberges durch einen natürlichen Querspalt, welcher zu einem Graben erweitert wurde, getrennt. Der Aushub wurde zu einem Wall aufgeschüttet. Wall und Graben ziehen am W-Hang entlang und biegen dann die Hochfläche nach O querend rechtwinklig um und enden am östl. Steilhang. Geringe Wallreste sind vorhanden. Bisher keine Grabungen. Begehungen durch K. Grote seit 1973 ergaben in vorhandenen Bodenaufschlüssen blaugraue Kugeltopfware. | 28943611 | BW             |
| 51° 37′ 56″ N, 10° 23′ 0″ O  | Scharzfeld 10, Lütje Kammer   | Hochgelegenes, nach W offenes Abri, hervorragende Rundumsicht, 5 m lang, 1 m überkragend, 1,5-2 m hoch. Gesichert sind lediglich Spuren der Steinzeit (nicht spezifiziert) und der vorrömischen Eisenzeit. | 28943618 | BW             |
| 51° 37′ 54″ N, 10° 23′ 0″ O  | Scharzfeld 11, Backofen       | Kleine Nischenhöhle, L. 5 m, Br. 2 m, H. bis zu 1,2 m mit vorgelagertem, ca. 2 m tiefer liegendem Abri. Vorderes Felsdach abgebrochen (= großer Felsbrocken vor dem Höhleneingang). Grabung Zotz 1929 ergab Knochenreste, Feuersteinwerkzeuge und Scherben. Paläolithikum (Thainger Stufe); ausgehendes Paläolithikum (Ofneter Stufe); vorrömische Eisenzeit. | 28943619 | BW             |
| 51° 37′ 54″ N, 10° 22′ 56″ O | Scharzfeld 12, Abri           | Hochgelegenes, nach W offenes Abri, hervorragende Rundumsicht, 5 m lang, 1 m überkragend, 1,5 – 2 m hoch. Gesichert sind lediglich Spuren der Steinzeit (nicht spezifiziert) und der vorrömischen Eisenzeit. | 28943620 | BW             |
| 51° 37′ 54″ N, 10° 23′ 0″ O  | Scharzfeld 25, Höhle          | Kleine Nischenhöhle, ca. 5 m in den Berg gehend, dabei nach Süden umbiegend, Innenmaße ca. 1,5 × 1 – 1,2 m, nach Aussage von H. Rögener 1966 im 2. Weltkrieg erweitert und als Luftschutzraum genutzt. Grabung 1929 ergab Scherben und Brandreste. | 28943633 | BW             |
| 51° 38′ 1″ N, 10° 22′ 44″ O  | Scharzfeld 27, Jahn-Klippe    | Noch bis zu 2,5 m hoch, ca. 12. m lang, bis zu 4 m tief. Starke neuere Nutzung (Feuerstellen, Unrat). Öffnung des Abris Richtung SO (auf Scharzfeld). Mesolithikum, vorrömische Eisenzeit, Hoch- und Spätmittelalter. | 28943728 | BW             |
| 51° 38′ 0″ N, 10° 22′ 44″ O  | Scharzfeld 28, Wächter-Klippe | Klufthöhle von 50 (vorne) bis 30 cm Br., bis 2 m hoch, nach oben spitz zulaufend, 5 – 6 m lang. | 28943729 | BW             |